# 1508 Kemi
1508 Kemi è un asteroide della fascia principale. Scoperto nel 1938, presenta un'orbita caratterizzata da un semiasse maggiore pari a 2,7734055 au e da un'eccentricità di 0,4171041, inclinata di 28,68454° rispetto all'eclittica.
L'asteroide è dedicato all'omonima località e all'omonimo fiume finlandesi.